# Lasionycta preblei
Lasionycta preblei är en fjärilsart som beskrevs av Benjamin 1933. Lasionycta preblei ingår i släktet Lasionycta och familjen nattflyn. Inga underarter finns listade i Catalogue of Life.